# Compagnie du Cambodge
La Compagnie du Cambodge est une holding cotée, filiale du groupe Bolloré, propriétaire de concessions au Vietnam, à Sumatra, en Malaisie et en Afrique. La société est créée en 1922.

## Histoire
Au début du XXe siècle, la Compagnie du Cambodge est une des 5 entreprises françaises ayant le monopole sur l'hévéaculture et la production du caoutchouc au Cambodge. À cette époque, la Compagnie du Cambodge est contrôlée par la Société Financière des Caoutchoucs, crée en juillet 1909, tout comme les Plantations des Terres Rouges, également une société qui appartient aujourd'hui au groupe Bolloré.
La Compagnie du Cambodge est constituée le 14 décembre 1922 avec un capital de 5 millions de francs et 10.000 actions. Le banquier belge Adrien Hallet en est l'actionnaire majoritaire. Olivier Rivaud et Paul Lederlin font partie du conseil d'administration. Son siège social se situe au 13 rue Notre-Dame-des-Victoires à Paris. Sa principale concession est le domaine de Chup (terres rouges, surface plane) et les premiers investissements de la société visent le développement de cette région. En 1924, la Compagnie du Cambodge absorbe la Compagnie foncière coloniale.
En 1960 et 1961, pour le compte de l'état cambodgien, la Compagnie du Cambodge crée une plantation d'hévéas de 4 000 hectares à Labansiek.
En juillet 2008, la Compagnie du Cambodge achète 37 631 titres de Bolloré, soit 0,15% du capital.

## Participations
- Safa : 46,8 %[7]
- Forestière Equatoriale : 59,3 %
- Socfinasia : 4,7 %
- Socfinal : 11,5 %
- IER : 47,3 %
- Financière du Loch : 55,5 %
- Financière Moncey : 36,7 %
- Banque Hottinguer : 17%
- Plantations des Terres Rouges : 10,5 %
- Socfin : 3,8 %
- Bolloré Investissement : 0,2 %
- Financière de l'Odet : 14,2 %
- Financière V : 22,8 %

## Actionnariat
- Plantations des Terres Rouges : 54,8 %
- Compagnie des Glénans : 22 %
- Bolloré : 10,7 %
- Bolloré Investissement : 5,5 %
- Socfin : 5 %